# Astacilla bocagei
Astacilla bocagei är en kräftdjursart som beskrevs av Nobre 1903. Astacilla bocagei ingår i släktet Astacilla och familjen Arcturidae. Inga underarter finns listade i Catalogue of Life.